# Championnats d'Europe de slalom (canoë-kayak) 2018
Navigation
2017 2019
Les championnats d'Europe de slalom de canoë-kayak 2018 se déroulent à Prague (République tchèque) du 1er au 3 juin 2018.

## Résultats

### Hommes

#### Canoë
| Épreuve                     | Or                                                                                        | Résultat | Argent                                                                                   | Résultat | Bronze | Résultat |
| Canoë monoplace par équipes | France Denis Gargaud Chanut Pierre-Antoine Tillard Cédric Joly                            | 110.04   | Slovaquie Alexander Slafkovský Michal Martikán Marko Mirgorodský                         | 110.99   | Tchéquie Vítězslav Gebas Lukáš Rohan Tomáš Rak                                                                      | 111.58   |
| Canoë biplace par équipes   | Allemagne Robert Behling/Thomas Becker Franz Anton/Jan Benzien David Schröder/Nico Bettge | 122.53   | Tchéquie Ondřej Karlovský/Jakub Jáně Tomáš Koplík/Jakub Vrzáň Jonáš Kašpar/Marek Šindler | 126.64   | France Gauthier Klauss/Matthieu Péché Nicolas Scianimanico/Hugo Cailhol Pierre-Antoine Tillard/Denis Gargaud Chanut | 133.53   |
| Canoë monoplace             | Ryan Westley Grande-Bretagne                                                              | 95.48    | Adam Burgess Grande-Bretagne                                                             | 97.05    | Tomáš Rak Tchéquie                                                                                                  | 97.59    |
| Canoë biplace               | Tchéquie Jonáš Kašpar/Marek Šindler                                                       | 107.99   | Allemagne Robert Behling/Thomas Becker                                                   | 108.86   | Tchéquie Ondřej Karlovský/Jakub Jáně                                                                                | 109.09   |

#### Kayak
| Épreuve           | Or                                              | Résultat | Argent                                                 | Résultat | Bronze                                             | Résultat |
| Kayak par équipes | Tchéquie Ondřej Tunka Vít Přindiš Jiří Prskavec | 101.79   | Pologne Mateusz Polaczyk Dariusz Popiela Michał Pasiut | 105.44   | Slovénie Peter Kauzer Martin Srabotnik Niko Testen | 108.02   |
| Kayak monoplace   | Peter Kauzer Slovénie                           | 91.02    | Vít Přindiš Tchéquie                                   | 91.53    | Jiří Prskavec Tchéquie                             | 91.87    |

### Dames

#### Canoë
| Event             | Or                                                             | Résultat | Argent                                         | Résultat | Bronze                                                | Résultat |
| Canoë monoplace   | Viktoria Wolffhardt Autriche                                   | 119.01   | Mallory Franklin Grande-Bretagne               | 119.58   | Elena Apel Allemagne                                  | 122.39   |
| Canoë par équipes | Grande-Bretagne Mallory Franklin Kimberley Woods Bethan Forrow | 140.75   | France Lucie Prioux Lucie Baudu Claire Jacquet | 146.89   | Espagne Núria Vilarrubla Miren Lazkano Klara Olazabal | 152.25   |

#### Kayak
| Épreuve           | Or                                                     | Résultat | Argent                                                   | Résultat | Bronze                                                       | Résultat |
| Kayak par équipes | Allemagne Ricarda Funk Jasmin Schornberg Lisa Fritsche | 118.26   | Autriche Corinna Kuhnle Lisa Leitner Viktoria Wolffhardt | 120.81   | Tchéquie Kateřina Kudějová Barbora Valíková Veronika Vojtová | 121.20   |
| Kayak monoplace   | Ricarda Funk Allemagne                                 | 100.96   | Corinna Kuhnle Autriche                                  | 102.32   | Fiona Pennie Grande-Bretagne                                 | 102.91   |

## Tableau des médailles
| Rang  | Nation          | Or | Argent | Bronze | Total |
| ----- | --------------- | -- | ------ | ------ | ----- |
| 1     | Allemagne       | 3  | 1      | 1      | 5     |
| 2     | Tchéquie        | 2  | 2      | 5      | 9     |
| 3     | Grande-Bretagne | 2  | 2      | 1      | 5     |
| 4     | Autriche        | 1  | 2      | 0      | 3     |
| 5     | France          | 1  | 1      | 1      | 3     |
| 6     | Slovénie        | 1  | 0      | 1      | 2     |
| 7     | Slovaquie       | 0  | 1      | 0      | 1     |
| 7     | Pologne         | 0  | 1      | 0      | 1     |
| 8     | Espagne         | 0  | 0      | 1      | 1     |
| Total | Total           | 10 | 10     | 10     | 30    |